# ارهارد کراک
ارهارد کراک (انگلیسی: Erhard Krack؛ ۹ ژانویهٔ ۱۹۳۱ – ۱۳ دسامبر ۲۰۰۰) یک سیاست‌مدار اهل آلمان بود.